# 이취경
이취경(理趣經), 정확하게는 <대락금강불공진실삼마야경(大樂金剛不空眞實三摩耶經)>(不空譯)이라 하며, 일반적으로는 <반야이취경(般若理趣經)>이라고 한다. 산스크리트어 원본이 있으며 티베트역도 있다. 한역은 여섯 책이 각기 그 경제(經題)를 달리하고 있다.
가장 오래된 한역으로는 당(唐)의 현장(玄奬)이 번역한 <대반야경(大般若經)> 제10회 반야이취분(般若理趣分) 1권이 있으며 그 후 당의 보리유지(菩提流支)·금강지(金剛智)·불공(不空), 송의 시호(施護)·법현(法贅) 등에 의해 각각 번역되었다.
밀교적(密敎的)인 <반야경>으로서 주목되는 이 경의 내용은 <이취경(理趣經)>이라는 경제(經題)에서도 볼 수 있듯이 대일여래가 금강살타(밀교에서 말하는 付法八祖의 第二)를 위하여 반야의 도리취지(道理趣旨：理趣)가 청정함을 주장한 것으로서 전편(全篇)17장으로 되어 있다.
즉 대락(大樂)에서 시작하여 비밀로 끝나는 밀교의 17법문(法門)을 어떻게 해서 일상생활에 옮겨 실현하며 이 땅에 불국토(佛國土)를 세울 것인가를 역설한 것이며, 밀교의 극의(極意)·즉신성불(卽身成佛：부모로부터 태어날 적에 받은 육신에 佛德을 성취하는 일)의 완성을 나타내는 것으로, 진언종(眞言宗)에서는 항상 이 경을 독송(讀誦)한다.